# Francisco I. Madero 1.ª Sección (Balancán)
Francisco I. Madero 1.ª Sección es una localidad del municipio de Balancán ubicado en la subregión de los Ríos del estado mexicano de Tabasco.

## Geografía
La localidad se ubica a 65.6 kilómetros (en dirección noreste) de la localidad de Balancán de Domínguez, la cabecera y lugar más poblado del municipio. Se sitúa en las coordenadas geográficas 17°29′21″N 91°00′50″O / 17.489167, -91.013889, a una elevación de 79 metros sobre el nivel del mar.

## Demografía
Según el Conteo de Población y Vivienda 2020, efectuado por el Instituto Nacional de Estadística y Geografía, la localidad de Francisco I. Madero 1.ª Sección tiene 505 habitantes, de los cuales 255 son del sexo masculino y 250 del sexo femenino. Su tasa de fecundidad es de 3.2 hijos por mujer y tiene 125 viviendas particulares habitadas.
| Gráfica de evolución demográfica de Francisco I. Madero 1.ª Sección entre 1980 y 2020 |
|                                                                                       |
| INEGI.                                                                                |